# Macropodus hongkongensis
Гонко́нзький макропо́д (Macropodus hongkongensis) — тропічний прісноводний вид риб з родини осфронемових (Osphronemidae), підродина макроподові (Macropodusinae).
Був описаний 2002 року в рамках ревізії роду, яку провели Фрейгоф і Гердер (Freyhof & Herder, 2002). Отримав назву за своєю типовою місцевістю — Гонконг.

## Поширення
Ендемік прибережних районів південного Китаю: Гонконг, провінції Гуандун і Фуцзянь.
Вид був виявлений як у струмках у низьких (до 300 м над рівнем моря) горах, так і в низинних прибережних болотах. Надає перевагу мілководним біотопам з густою рослинністю й тихою течією. Протягом сухого сезону може виживати в стоячих водоймах з поганою якістю води.
Ареал гонконзького макропода дуже невеликий (менше 5000 км2), до того ж він перебуває в зоні інтенсивного економічного розвитку. Ті нечисленні водойми, в яких мешкає вид, перебувають під загрозою руйнування, принаймні одна з них вже була знищена. Хоча M. hongkongensis відповідає критерію «під загрозою вимирання» за Червоним списком МСОП, він лишається незахищеним.
Харчової цінності для місцевого населення гонконзький макропод не становить, його рідкісність приваблює колекціонерів з усього світу, що створило нову загрозу існуванню виду. З метою збереження гонконзького макропода у Гонконзі його стали розводити в акваріумних умовах у ботанічному саді, океанаріумі, в урядовому департаменті землеробства, рибальства та збереження (англ. Agriculture, Fisheries and Conservation Department), а також на приватній фермі. Були спроби випустити риб, вирощених у неволі, на свободу.

## Опис
Максимальна стандартна (без хвостового плавця) довжина досліджених зразків становить близько 60 мм. Спинний та анальний плавці довгі, низькі, на кінці витягнуті, два передніх промені черевних плавців трохи подовжені. У спинному плавці 12-14 твердих і 5-8 м'яких променів, в анальному 16-21 твердий і 11-17 м'яких. Хвостовий плавець роздвоєний. У бічній лінії 29-33 луски. Хребців 27-30, це менше, ніж у інших представників роду Macropodus.
Існують деякі відмінності за меристичними показниками між популяціями з Гонконгу та із провінції Фуцзянь.
Забарвлення гонконзького макропода невиразне. Воно нагадує чорного і червоноперого макроподів, але більш бліде. Загальний тон сірий, а відтінок може варіювати від жовтувато-коричневого до темно-коричневого. Темна облямівка лусок утворює на тілі сітчастий малюнок. Зазвичай він добре помітний, але при збудженні риби на перший план виступають діагональні смуги. Синьо-чорна до чорного пляма присутня на зябрових кришках. Темна горизонтальна смужка проходить через око й з'єднує цю пляму з кінчиком рила. У верхній частині голови присутні темно-коричневі плями. Під оком часто можна помітити 6-13 маленьких блідо-блакитних цяток, кожна з яких покриває лише одну луску.
Самці більші за самок і мають подовжені й загострені на кінці спинний, анальний та хвостовий плавці.

## Поведінка, розмноження
Як і інші представники підряду лабіринтових риб (Anabantoidei), гонконзький макропод має додатковий орган дихання, відомий як лабіринт. Від дозволяє рибам певною мірою дихати атмосферним повітрям, за черговим ковтком якого вони періодично спливають до поверхні води.
У природі макроподи, швидше за все, полюють личинок комах та щось подібне до них.
Перед нерестом самець будує на поверхні води серед плавучих рослин гніздо з піни. Самок він зазвичай терпить у цей період. Після того, як гніздо буде готове, самець демонструє себе потенційним партнеркам, розправивши свої подовжені спинний, анальний та хвостовий плавці. Самка набирає світлішого шлюбного забарвлення. Нерест, як правило, відбувається під гніздом у типових для осфронемових обіймах, коли самець обгортається своїм тілом навколо самки. У момент кульмінації викидається й відразу запліднюється порція ікри. Ікринки містять глобулу жиру, тому легші за воду й спливають вгору до гнізда. Процес неодноразово повторюється, поки самка не відкладе всю ікру; зазвичай буває декілька сотень ікринок. Після цього самець перебирає на себе обов'язки з догляду за кладкою та захисту потомства. Батьківське піклування продовжується до моменту, коли мальки починають вільно плавати.

## Утримання в акваріумі
Фрейгоф і Гердер 2001 року завезли цю рибу до Європи. Незважаючи на скромну красу гонконзьких макроподів, їх хочуть бачити в акваріумних колекціях, але вони рідко трапляються у продажу.
Гонконзького макропода вже успішно розводили в акваріумах. Вимоги до утримання та розведення такі самі, як і у чорного макропода. В цілому ці риби невибагливі, мають міцне здоров'я, легко розмножуються. Більш мирні, у порівнянні зі звичайним макроподом. Проте два самці в одному акваріумі не виносять один одного. Агресивність макроподів підвищується з настанням нерестової доби. Тримати гонконзьких макроподів краще парами, для них вистачить акваріума на 60 літрів з великою кількістю рослин та наявністю схованок. Температуру рекомендується підтримувати в межах 22-25 °C; оптимальною є середня твердість води, а показник pH — близько 7; щотижня міняють по 10 літрів води.
Корм беруть будь-який, але перевагу надають живим кормам (мотиль, коретра, трубковик). Риби жадібно кидаються на їжу й схильні до переїдання.
Крім звичайної сірої форми, в акваріумах існує більш приваблива синя порода гонконзького макропода. Голова та тіло у неї світло-сині, з чорною облямівкою луски. Непарні плавці насичено-блакитні, грудні — прозорі й не забарвлені, черевні — жовті. На зябровій кришці є синє «очко». Під час шлюбних танців і конфліктів з родичами забарвлення стає яскравішим — синьо-блакитним.